# Ammozoum hyalinum
Ammozoum hyalinum is een keversoort uit de familie zwartlijven (Tenebrionidae). De wetenschappelijke naam van de soort is voor het eerst geldig gepubliceerd in 1891 door Andreas Semenov-Tian-Shanskij.